# Hurricane (музичка група)
Hurricane (транскр.  Харикејн) је српска девојачка група. Основана је 2017. године, док је првобитни састав сачинио Зоран Милинковић а чиниле су га Ивана Николић, Ксенија Кнежевић и Сања Вучић. Године 2022. промењен је састав групе, те је сада чине Јована Радић, Миона Срећковић и Сара Курума.
Група је основана 2017. године, са планом да снимају на енглеском језику за инострано тржиште. Спотове су снимале на Карибима, где су и наступале. У септембру 2019. прославиле су се у Србији и региону, након издања прве песме на српском језику — Favorito. Победиле су на Беовизији 2020. и изабране да представљају Србију на Песми Евровизије 2021. у Ротердаму са песмом Loco Loco.

## Историја

### Први састав

#### Почеци
Зоран Милинковић је 2017. године дошао на идеју да оснује женску групу за инострано тржиште, а након аудиције у Београду за чланице су одабране Сања Вучић, Ксенија Кнежевић и Ивана Николић. Прва песма коју је група снимила зове се Irma, Maria и представља позив на помоћ деловима Кариба које су погодили циклони Ирма и Марија. Објавиле су још 7 синглова на енглеском језику и неколико прерада песама познатих страних извођача. Домаћој публици први пут су се представиле у новембру 2018. године, када су гостовале на концерту Маје Беровић у Штарк арени.

#### Популарност
У септембру 2019. објавиле су песму Фаворито, прву песму на српском језику која је постигла огроман успех и тренутно броји преко 80 милиона прегледа на Јутјубу. У ово време такође су сарађивале са Јуниверсал мјузик групом на два нова сингла за инострано тржиште. Наредна песма на српском коју су избациле је Авантура и такође је постала хит, а објављена је у новембру исте године. Спот за песму је сниман на Карибима. Трећи сингл на српском, Брзи прсти, објавиле су 31. децембра 2019. године. Мада је имала скромнији успех у односу на претходне две песме, такође је, као и претходне песме, достигла 1. место на Јутјуб топ-листи.

#### Песма Евровизије 2020.
У јануару 2020. званично је објављено да ће учествовати на Беовизији 2020. са песмом . Још пре самог такмичења и објављивања песама, Hurricane су биле велики фаворити за победу. Победиле су у финалу одржаном 1. марта и требало је да представљају Србију на Песми Евровизије 2020. у Ротердаму, која је касније отказана због пандемије вируса корона.

#### Период између Евровизија
Крајем марта, објавиле су нови сингл на енглеском, Roll The Dice, посвећен медицинским радницима и преминулима од вируса корона. У јуну исте године, са MC Стојаном су објавиле сингл Тутуруту, који је постигао велики успех у бројним европским државама. У августу 2020. објавиле су сингл Фолир'о. Дана 20. новембра 2020, објавиле су 3 нова сингла, један за другим: обраду песме Чаје шукарије Есме Реџепове, као и 2 оригиналне песме: Лопове и Want Ya која је снимљена на енглеском језику. Од 3 песме, најуспешнија је била Чаје шукарије, достигавши 1. место на Јутјуб трендингу.

#### Песма Евровизије 2021.
Дана 17. децембра, званично је објављено да су Hurricane изабране да представљају Србију на Песми Евровизије 2021. Девојке су прошле у финале и заузеле 15. место од 39 држава.

### Промена састава
У мају 2022. године група је на друштвеним профилима најавила заједничку опроштајну летњу турнеју, неколико нових песама, а након тога и почетак соло каријера Сање, Ксеније и Иване. Напоменуто је до разлаза дошло споразумним путем. Тада је најављено и формирање нових чланица групе.

#### Песма за Евровизију ’23
Дана 9. јануара 2023. године је објављено да ће група учествовати на Песми за Евровизију ’23, такмичењу којим се бира представник Србије на Песми Евровизије 2023, са песмом Зуми, зими, зами.

## Чланови
Садашњи
- Јована Радић (2022—данас)
- Сара Курума (2022—данас)

Бивши
- Ивана Николић (2017—2022)
- Ксенија Кнежевић (2017—2022)
- Сања Вучић (2017—2022)
- Миона Срећковић (2022—2024)

## Награде и номинације
| Година | Награда                 | Категорија | Рад            | Исход     | Реф.          |
| ------ | ----------------------- | ---------- | -------------- | --------- | ------------- |
| 2020.  | Беовизија               |            | Hasta la Vista | 1. место  | [ 31 ]        |
| 2021.  | Песма Евровизије        |            | Loco Loco      | 15. место | [ 32 ]        |
| 2023.  | Песма за Евровизију ’23 |            | Зуми зими зами | 12. место | [ 33 ] [ 34 ] |

## Дискографија

### Синглови
|                                                                       | 2018. | —  | —  | —  | — | Није део албума |
|                                                                       | 2018. | —  | —  | —  | — | Није део албума |
|                                                                       | 2018. | —  | —  | —  | — | Није део албума |
|                                                                       | 2018. | —  | —  | —  | — | Није део албума |
|                                                                       | 2018. | —  | —  | —  | — | Није део албума |
|                                                                       | 2019. | —  | —  | —  | — | Није део албума |
|                                                                       | 2019. | —  | —  | —  | — | Није део албума |
|                                                                       | 2019. | —  | —  | —  | — | Није део албума |
| -Favorito}-                                                           | 2019. | —  | —  | —  | — | Није део албума |
| Авантура                                                              | 2019. | 2  | —  | —  | — | Није део албума |
| Брзи прсти                                                            | 2019. | —  | —  | —  | — | Није део албума |
| -Hasta la Vista}-                                                     | 2020. | —  | —  | —  | — | Није део албума |
| (са Кинг Мелодијем)                                                   | 2020. | —  | —  | —  | — | Није део албума |
|                                                                       | 2020. | —  | —  | —  | — | Није део албума |
| Тутуруту (са Ем-си Стојаном)                                          | 2020. | —  | —  | —  | — | Није део албума |
| Фолир’о                                                               | 2020. | —  | —  | —  | — | Није део албума |
| Чаје шукарије                                                         | 2020. | —  | —  | —  | — | Није део албума |
| Лопове                                                                | 2020. | —  | —  | —  | — | Није део албума |
|                                                                       | 2020. | 7  | —  | —  | — | Није део албума |
| -Loco Loco}-                                                          | 2021. | 6  | 97 | —  | 3 | Није део албума |
| До неба                                                               | 2021. | 6  | —  | —  | — | Није део албума |
| Легалан                                                               | 2021. | 1  | —  | —  | — | Није део албума |
| Кораци                                                                | 2021. | 4  | —  | —  | — | Није део албума |
| ’Ајде бре                                                             | 2021. | 2  | —  | —  | — | Није део албума |
|                                                                       | 2021. | 19 | —  | —  | — | Није део албума |
| Контроверзне (са Теодором)                                            | 2022. | —  | —  | 18 | — | Није део албума |
| Господине...                                                          | 2022. | —  | —  | —  | — | Није део албума |
|                                                                       | 2022. | —  | —  | —  | — | Није део албума |
| Заувек                                                                | 2022. | —  | —  | —  | — | Није део албума |
| Пољупци у зору                                                        | 2022. | —  | —  | 2  | — | Није део албума |
|                                                                       | 2022. | —  | —  | —  | — | Није део албума |
| Зуми зими зами                                                        | 2023. | —  | —  | —  | — | Није део албума |
| „—” означава сингл који се није нашао на топ-листи или није објављен. |       |    |    |    |   |                 |

### Спотови
| Наслов                            | Година          | Редитељ                    |
| --------------------------------- | --------------- | -------------------------- |
|                                   | 2018.           | Душан Јауковић             |
|                                   | 2018.           | Душан Јауковић             |
|                                   | 2018.           | Душан Јауковић             |
|                                   | 2019.           | Милош Шаровић              |
|                                   | 2019.           |                            |
|                                   | 2019.           |                            |
| Авантура                          | 2019.           | Душан Јауковић             |
| Брзи прсти                        | 2019.           | Душан Јауковић             |
|                                   | 2020.           | Душан Јауковић             |
|                                   | Ђорђе Обрадовић |                            |
|                                   |                 |                            |
| Тутуруту                          |                 |                            |
| Фолир’о                           |                 |                            |
| Чаје шукарије                     | Дејан Милићевић |                            |
| Лопове                            | Дејан Милићевић |                            |
|                                   | Ђорђе Обрадовић |                            |
|                                   | 2021.           | Дејан Милићевић            |
| До неба                           | 2021.           | Ведад Јашаревић            |
| Кораци                            | 2021.           | Александар Бата Стојановић |
| Легалан                           | 2021.           | Ведад Јашаревић            |
|                                   | 2021.           | Александар Бата Стојановић |
| Ајде бре                          | 2021.           |                            |
| Контроверзне                      | 2022.           | Петар КачкетДоле           |
| Господине...                      | 2022.           | Александар Бата Стојановић |
|                                   | 2022.           | Александар Бата Стојановић |
| Заувек                            | 2022.           | Александар Бата Стојановић |
| Пољупци у зору                    | 2022.           | Ведад Јашаревић            |
|                                   | 2022.           | Душан Јауковић             |
| Ах леле леле                      | 2023.           | Александар Бата Стојановић |
| Гори штикла                       | 2023.           | Душан Јауковић             |
| Лето                              | 2023.           | Дејан Милићевић            |
| Како можеш да ме не волиш         | 2023.           | Душан Јауковић             |
| Устани, буди се                   | 2023.           | Александар Бата Стојановић |
| На уснама                         | 2023.           | Ведад Јашаревић            |
| [шпанска верзија]                 | 2023.           | Душан Јауковић             |
|                                   | 2023.           | Душан Јауковић             |
| Mami Papi [дует: Мина Аризановић] | 2023.           | Ведад Јашаревић            |
| Сабах                             | 2023.           | Александар Бата Стојановић |
| Бла бла                           | 2023.           | Владимир Бјелобаба         |